# Línea Chūō-Sōbu
La línea Chūō-Sōbu (中央·総武缓行线 Chūō-Sobu-Kanko-sen?) es una línea de ferrocarril ubicada en las prefecturas de Tokio y Chiba, Japón. Forma parte de la red de la Empresa de Ferrocarriles del Este de Japón (JR East), se ejecuta en pistas separadas a lo largo del derecho de vía de la línea principal de Chūō -Chuo (Rapid)- y la línea principal de Sobu -Sobu (Rapid)-, proporcionando servicio entre las estaciones de Mitaka y Chiba.
El término Kanko (缓行 lit. «marcha lenta») distingue a los trenes de cercanías en la línea de Chūō-Sobu del servicio de trenes rápidos que se ejecutan en la línea principal de Chūō entre Mitaka y Ochanomizu, y en la línea principal entre Sobu Kinshichō y Chiba.

## Rutas

### Servicio de la Línea Chūo-Sōbu
- En servicio normal, la terminal oeste es Nakano o Mitaka; la terminal este es Chiba o Tsudanuma.
- Todos los trenes paran a todas las estaciones.
  - Para más información en los servicios rápidos de la línea, consultar los artículos en la Línea Chūō (Rápida) y la Línea Sōbu (Rápida).

### Servicio recíproco a la Línea Tōzai
Todos los trenes que operan en la Línea Chūō-Sōbu a través de la Línea Tōzai operan en cuatro servicios:
- Entre Mitaka y Tsudanuma (en horas pico)
- Entre Nakano y Tsudanuma (en horas pico)
- Entre Mitaka y Nishi-Funabashi
- Entre Mitaka y Toyo-Katsudai a través del Ferrocarril Rápido de Toyo

### Servicio de la noche
Entre las 21:00 y 06:00 de la mañana próxima, no hay un servicio normal.
- Cinco trenes en la dirección oeste continúa a la Línea Chūō (Rápida) y termina a las estaciones Mushashi-Koganei (3 trenes) o Tachikawa (2 trenes) entre las 21:00 y 23:00.
- Entre las 23:00 y 06:00 de la mañana próxima, hay dos servicios: un servicio entre Tokio y Takao o Ōme, y un servicio entre Ochanomizu y Chiba. La línea es cerrado entre 01:00 y 04:00.

## Estaciones
Leyenda
- ●: Todos los trenes paran
- ■: Algunos trenes paran
- ▲: Todos los trenes no paran en fines de semana
- ｜: Todos los trenes no paran

| Nombre de la línea | Código         | Estación          | Japonés  | Longitud (km)    | Longitud (km) | Longitud (km)    | Local           | Local       | Rápida | Rápida                                          | Transferencias | Ubicación      | Ubicación |
| Nombre de la línea | Código         | Estación          | Japonés  | Entre estaciones | Total         | Total            | Línea Chūō-Sōbu | Línea Tozai | Línea Chūō | Línea Sōbu                                      | Transferencias | Ubicación      | Ubicación |
| ------------------ | -------------- | ----------------- | -------- | ---------------- | ------------- | ---------------- | --------------- | ----------- | --- | ----------------------------------------------- | --- | -------------- | --------- |
| Línea Sōbu         | JB39           | Chiba             | 千葉     | -                | de Chiba 0,0  | de Tokio 39,2    | ●               |             | a Tokio | ●                                               | - Línea Uchibō - Línea Sotobō - Línea Narita - Línea Sōbu - Línea Keisei Chiba (Keisei Chiba: KS59) - Monorraíl de Chiba                   | Chūō-ku, Chiba | Chiba     |
| Línea Sōbu         | JB38           | Nishi-chiba       | 西千葉   | 1,4              | 1,4           | 37,8             | ●               | ｜          | a Tokio |                                                 | | Chūō-ku, Chiba | Chiba     |
| Línea Sōbu         | JB37           | Inage             | 稲毛     | 1,9              | 3,3           | 35,9             | ●               | ■           | a Tokio |                                                 | Inage-ku, Chiba |                | Chiba     |
| Línea Sōbu         | JB36           | Shin-Kemigawa     | 新検見川 | 2,7              | 6,0           | 33,2             | ●               | ｜          | a Tokio |                                                 | Hanamigawa-ku, Chiba |                | Chiba     |
| Línea Sōbu         | JB35           | Makuhari          | 幕張     | 1,6              | 7,6           | 31,6             | ●               | ｜          | a Tokio | Línea Keisei Chiba (Keisei Makuhari: KS53)      | Hanamigawa-ku, Chiba |                | Chiba     |
| Línea Sōbu         | JB34           | Makuharihongō     | 幕張本郷 | 2,0              | 9,6           | 29,6             | ●               | ｜          | a Tokio | Línea Keisei Chiba (Keisei Makuharihongō: KS52) | Hanamigawa-ku, Chiba |                | Chiba     |
| Línea Sōbu         | JB33           | Tsudanuma         | 津田沼   | 2,9              | 12,5          | 26,7             | ●               | ●           | a Tokio | ■                                               | Línea Shin-Keisei (Shin-Tsudanuma: SL23)                                                                                                   | Narashino      | Chiba     |
| Línea Sōbu         | JB32           | Higashi-Funabashi | 東船橋   | 1,7              | 14,2          | 25,0             | ●               | ●           | a Tokio | ｜                                              | | Funabashi      | Chiba     |
| Línea Sōbu         | JB31           | Funabashi         | 船橋     | 1,8              | 16,0          | 23,2             | ●               | ●           | a Tokio | ●                                               | - Línea Tobu Noda (TD35) - Línea Keisei (Keisei Funabashi: KS22)                                                                           | Funabashi      | Chiba     |
| Línea Sōbu         | JB30           | Nishi-Funabashi   | 西船橋   | 2,6              | 18,6          | 20,6             | ●               | ●           | a Tokio | ｜                                              | - Línea Musashino (JM10) - Línea Keiyō (JM10) - Ferrocarril Rápido de Tōyō (TR01) - Línea Tōzai (T-23) (algunos trenes a Tsudanuma)        | Funabashi      | Chiba     |
| Línea Sōbu         | JB29           | Shimōsa-Nakayama  | 下総中山 | 1,6              | 20,2          | 19,0             | ●               | Línea Tōzai | a Tokio | ｜                                              | | Funabashi      | Chiba     |
| Línea Sōbu         | JB28           | Motoyawata        | 本八幡   | 1,6              | 21,8          | 17,4             | ●               | Línea Tōzai | a Tokio | ｜                                              | Línea Toei Shinjuku (S-21) | Ichikawa       | Chiba     |
| Línea Sōbu         | JB27           | Ichikawa          | 市川     | 2,0              | 23,8          | 15,4             | ●               | Línea Tōzai | a Tokio | ■                                               | | Ichikawa       | Chiba     |
| Línea Sōbu         | JB26           | Koiwa             | 小岩     | 2,6              | 26,4          | 12,8             | ●               | Línea Tōzai | a Tokio | ｜                                              | | Edogawa        | Tokio     |
| Línea Sōbu         | JB25           | Shin-Koiwa        | 新小岩   | 2,8              | 29,2          | 10,0             | ●               | Línea Tōzai | a Tokio | ■                                               | | Katsushika     | Tokio     |
| Línea Sōbu         | JB24           | Hirai             | 平井     | 1,8              | 31,0          | 8,2              | ●               | Línea Tōzai | a Tokio | ｜                                              | | Edogawa        | Tokio     |
| Línea Sōbu         | JB23           | Kameido           | 亀戸     | 1,9              | 32,9          | 6,3              | ●               | Línea Tōzai | a Tokio | ｜                                              | Línea Tōbu Kameido (TS44) | Kōtō           | Tokio     |
| Línea Sōbu         | JB22           | Kinshichō         | 錦糸町   | 1,5              | 34,4          | 4,8              | ●               | Línea Tōzai | a Tokio | ●                                               | - Línea Sōbu (Rápida) (JO22) - Línea Hanzōmon (Z-13)                                                                                       | Sumida         | Tokio     |
| Línea Sōbu (Ramal) | JB22           | Kinshichō         | 錦糸町   | 1,5              | 34,4          | De Kinshichō 0,0 | ●               | Línea Tōzai | a Tokio | ●                                               | - Línea Sōbu (Rápida) (JO22) - Línea Hanzōmon (Z-13)                                                                                       | Sumida         | Tokio     |
| Línea Sōbu (Ramal) | JB21           | Ryōgoku           | 両国     | 1,5              | 35,9          | 1,5              | ●               | Línea Tōzai | a Tokio | A la Línea Sōbu y la Línea Yokosuka             | Línea Toei Ōedo (E-12) | Sumida         | Tokio     |
| Línea Sōbu (Ramal) | JB20           | Asakusabashi      | 浅草橋   | 0,8              | 36,7          | 2,3              | ●               | Línea Tōzai | a Tokio | A la Línea Sōbu y la Línea Yokosuka             | Línea Toei Asakusa (A-16) | Taitō          | Tokio     |
| Línea Sōbu (Ramal) | JB19 AKB       | Akihabara         | 秋葉原   | 1,1              | 37,8          | 3,4              | ●               | Línea Tōzai | a Tokio | A la Línea Sōbu y la Línea Yokosuka             | - Línea Yamanote (JY03) - Línea Keihin-Tōhoku (JK28) - Línea Hibiya (H-15) - Tsukuba Express (01) - Línea Toei Shinjuku (Iwamotocho, S-08) | Chiyoda        | Tokio     |
| Línea Sōbu (Ramal) | JB18           | Ochanomizu        | 御茶ノ水 | 0,9              | 38,7          | 4.3              | ●               | Línea Tōzai | ● | A la Línea Sōbu y la Línea Yokosuka             | - Línea Chūō (Rápida) (JC03) - Línea Marunouchi (M-20) - Línea Chiyoda (Shin-Ochanomizu: C-12)                                             | Chiyoda        | Tokio     |
| Línea Chūō         | JB18           | Ochanomizu        | 御茶ノ水 | 0,9              | 38,7          | De Tokio 2,6     | ●               | Línea Tōzai | ● | A la Línea Sōbu y la Línea Yokosuka             | - Línea Chūō (Rápida) (JC03) - Línea Marunouchi (M-20) - Línea Chiyoda (Shin-Ochanomizu: C-12)                                             | Chiyoda        | Tokio     |
| Línea Chūō         | JB17           | Suidōbashi        | 水道橋   | 0,8              | 39,5          | 3,4              | ●               | Línea Tōzai | ｜ | A la Línea Sōbu y la Línea Yokosuka             | Línea Toei Mita (I-11) | Chiyoda        | Tokio     |
| Línea Chūō         | JB16           | Iidabashi         | 飯田橋   | 0,9              | 40,4          | 4,3              | ●               | Línea Tōzai | ｜ | A la Línea Sōbu y la Línea Yokosuka             | - Línea Tōzai (T-06) - Línea Yurakucho (Y-13) - Línea Namboku (N-10) - Línea Toei Ōedo (E-06)                                              | Chiyoda        | Tokio     |
| Línea Chūō         | JB15           | Ichigaya          | 市ケ谷   | 1,5              | 41,9          | 5,8              | ●               | Línea Tōzai | ｜ | A la Línea Sōbu y la Línea Yokosuka             | - Línea Yurakucho (Y-14) - Línea Namboku (N-09) - Línea Toei Shinjuku (S-04)                                                               | Chiyoda        | Tokio     |
| Línea Chūō         | JB14           | Yotsuya           | 四ツ谷   | 0,8              | 42,7          | 6,6              | ●               | Línea Tōzai | ● | A la Línea Sōbu y la Línea Yokosuka             | - Línea Marunouchi (M-12) - Línea Namboku (N-08)                                                                                           | Shinjuku       | Tokio     |
| Línea Chūō         | JB13           | shinanomachi      | 信濃町   | 1,3              | 44,0          | 7,9              | ●               | Línea Tōzai | ｜ | A la Línea Sōbu y la Línea Yokosuka             | | Shinjuku       | Tokio     |
| Línea Chūō         | JB12           | Sendagaya         | 千駄ケ谷 | 0,7              | 44,7          | 8,6              | ●               | Línea Tōzai | ｜ | A la Línea Sōbu y la Línea Yokosuka             | Línea Toei Ōedo (Kokuritsu-kyogijo: E-25)                                                                                                  | Shibuya        | Tokio     |
| Línea Chūō         | JB11           | Yoyogi            | 代々木   | 1,0              | 45,7          | 9,6              | ●               | Línea Tōzai | ｜ | A la Línea Sōbu y la Línea Yokosuka             | - Línea Yamanote (JY18) - Línea Toei Ōedo (E-26)                                                                                           | Shibuya        | Tokio     |
| Línea Yamanote     | JB11           | Yoyogi            | 代々木   | 1,0              | 45,7          | 9,6              | ●               | Línea Tōzai | ｜ | A la Línea Sōbu y la Línea Yokosuka             | - Línea Yamanote (JY18) - Línea Toei Ōedo (E-26)                                                                                           | Shibuya        | Tokio     |
| JB10 SJK           | {Shinjuku      | 新宿              | 0,7      | 46,4             | 10,3          | ●                | ●               | Línea Tōzai | - Línea Yamanote (JY17) - Línea Saikyō (JA11) - Línea Shōnan-Shinjuku (JS20) - Línea Odakyū Odawara (OH01) - Línea Keiō/ Keiō Shinsen (KO01) - Línea Matunouchi (M-08) - Línea Toei Shinjuku (S-01) - Línea Toei Ōedo (E-27, Shinjuku-nishiguchi: E-01) - Línea Seibu Shinjuku (Seibu-Shinjuku: SS01) | A la Línea Sōbu y la Línea Yokosuka             | Shinjuku |                | Tokio     |
| JB10 SJK           | {Shinjuku      | 新宿              | 0,7      | 46,4             | 10,3          | ●                | ●               | Línea Tōzai | - Línea Yamanote (JY17) - Línea Saikyō (JA11) - Línea Shōnan-Shinjuku (JS20) - Línea Odakyū Odawara (OH01) - Línea Keiō/ Keiō Shinsen (KO01) - Línea Matunouchi (M-08) - Línea Toei Shinjuku (S-01) - Línea Toei Ōedo (E-27, Shinjuku-nishiguchi: E-01) - Línea Seibu Shinjuku (Seibu-Shinjuku: SS01) | A la Línea Sōbu y la Línea Yokosuka             | Shinjuku | Línea Chūō     | Tokio     |
| JB09               | Ōkubo          | 大久保            | 1,4      | 47,8             | 11,7          | ●                | ｜              | Línea Tōzai | | A la Línea Sōbu y la Línea Yokosuka             | Shinjuku |                | Tokio     |
| JB08               | Higashi-Nakano | 東中野            | 1,1      | 48,9             | 12,8          | ●                | ｜              | Línea Tōzai | Línea Toei Ōedo | A la Línea Sōbu y la Línea Yokosuka             | Nakano |                | Tokio     |
| JB07               | Nakano         | 中野              | 1,9      | 50,8             | 14,7          | ●                | ●               | ■           | Línea Tōzai (T-01); algunos trenes a Mitaka | A la Línea Sōbu y la Línea Yokosuka             | Nakano |                | Tokio     |
| JB06               | Kōenji         | 高円寺            | 1,4      | 52,2             | 16,1          | ●                | ●               | ▲           | | A la Línea Sōbu y la Línea Yokosuka             | Suginami |                | Tokio     |
| JB05               | Asagaya        | 阿佐ケ谷          | 1,2      | 53,4             | 17,3          | ●                | ●               | ▲           | | A la Línea Sōbu y la Línea Yokosuka             | Suginami |                | Tokio     |
| JB04               | Ogikubo        | 荻窪              | 1,4      | 54,8             | 18,7          | ●                | ●               | ■           | Línea Marunouchi (M-01) | A la Línea Sōbu y la Línea Yokosuka             | Suginami |                | Tokio     |
| JB03               | Nishi-Ogikubo  | 西荻窪            | 1,9      | 56,7             | 20,6          | ●                | ●               | ▲           | | A la Línea Sōbu y la Línea Yokosuka             | Suginami |                | Tokio     |
| JB02               | Kichijōji      | 吉祥寺            | 1,9      | 58,6             | 22,5          | ●                | ●               | ■           | Línea Keiō Inokashira (IN17) | A la Línea Sōbu y la Línea Yokosuka             | Musashino |                | Tokio     |
| JB01               | Mitaka         | 三鷹              | 1,6      | 60,2             | 24,1          | ●                | ●               | ■           | Línea Chūō (Rápida) (JC12) | A la Línea Sōbu y la Línea Yokosuka             | Mitaka |                | Tokio     |